# 国際連合総会決議
国際連合総会決議（こくさいれんごうそうかいけつぎ）は、国際連合総会で採択される決議である。

## 表決
総会の各構成国は、1個の投票権を有しており（国連憲章18条1）、重要問題を除き、決議は、出席しかつ投票する構成国の過半数によって行われる（同3）。次の重要問題については、出席しかつ投票する構成国の3分の2の多数によって行われる（同2）。
- 国際の平和及び安全の維持に関する勧告
- 安全保障理事会の非常任理事国の選挙
- 経済社会理事会の理事国の選挙
- 国連憲章86条1cによる信託統治理事会の理事国の選挙
- 新加盟国の国連への加盟の承認
- 加盟国としての権利及び特権の停止
- 加盟国の除名
- 信託統治制度の運用に関する問題
- 予算問題

投票は、記録による投票、挙手、または1国ずつを口頭で直接確認する点呼方式によって行われる。

## 法的効力
総会決議には、加盟国政府に対する法的拘束力はない。しかし、重要な国際問題に対する世界の世論の重みや国際社会の道徳的な権威を持っている。

## 決議番号
総会決議には、決議番号が与えられ、これにA/RES/-という記号を付けて国連文書として特定される（Aは総会 (General Assembly)、RESは決議 (Resolution) を表す）。1946年から1975年までは、この期間を通じてひと続きの番号が付されており、その後に会期の番号をローマ数字で括弧に囲んで表示する。例えば、第3回通常会期（1948年9月開会）に採択された世界人権宣言は、第1回通常会期からの通し番号217号のA項で採択された決議であり、A/RES/217A (III) と特定される。特別会期 (Special session) の決議はA/RES/3201 (S-VI)のように、緊急特別総会 (Emergency special session) の決議はA/RES/2252 (ES-V) のように表示し、いずれも通常会期と併せてひと続きの通し番号が付されている。
第31回通常会期（1976年）以降は、会期ごとに決議番号が付され、会期の番号をアラビア数字で表示する扱いとなった。例えば、第44回通常会期における第25号決議はA/RES/44/25、第13回特別会期における第2号決議はA/RES/S-13/2、第8回緊急特別会期における第2号決議はA/RES/ES-8/2のように表示する。

## 主要な総会決議
| 会期       | 採択日            | 決議番号               | 内容 |
| ---------- | ----------------- | ---------------------- | --- |
| 2          | 1947年11月21日    | 177 (II)               | 国際法委員会に対し、ニュルンベルク裁判に現れた国際法の原則を定式化するよう求める決議（ニュルンベルク決議）         |
| 2          | 同年11月29日      | 181 (II)               | パレスチナ分割決議                                                                                                 |
| 3          | 1948年12月10日    | 217 (III) A            | 世界人権宣言 |
| 3          | 同年12月9日       | 260 (III) A            | ジェノサイド条約の採択                                                                                             |
| 3          | 1949年5月11日     | 273 (III)              | イスラエルの国連加盟承認                                                                                           |
| 4          | 1949年11月21日    | 289 (IV) A-C           | 旧イタリア植民地の処分（リビア独立勧告）                                                                           |
| 5          | 1950年11月3日     | 377 (V) A-C            | 平和のための結集決議                                                                                               |
| 6          | 1952年2月1日      | 505 (VI)               | ソ連の中ソ友好同盟条約違反及び国連憲章違反による中国の政治的独立及び領域的統合並びに極東の平和に対する脅威について |
| 緊急特別1  | 1956年11月4日-7日 | 998, 1000, 1001 (ES-I) | 第一次国際連合緊急軍の派遣                                                                                         |
| 15         | 1960年12月14日    | 1514 (XV)              | 植民地独立付与宣言                                                                                                 |
| 17         | 1962年            | 1761 (XVII)            | 南アフリカ共和国のアパルトヘイト政策に対する制裁                                                                   |
| 18         | 1963年12月17日    | 1991 (XVIII)           | 国際連合憲章23条、27条、61条の改正（安全保障理事会の理事国を15か国、経済社会理事会の理事国を27か国とする）         |
| 20         | 1965年12月20日    | 2101 (XX)              | 国際連合憲章109条の改正                                                                                            |
| 21         | 1966年12月16日    | 2200 (XXI) A           | 国際人権規約の採択                                                                                                 |
| 26         | 1971年10月25日    | 2758 (XXVI)            | 中華人民共和国の国連代表権の承認（アルバニア決議）                                                                 |
| 26         | 同年12月20日      | 2847 (XXVI)            | 国際連合憲章61条の改正（国際連合経済社会理事会の理事国を54か国とする）                                             |
| 28         | 1973年11月30日    | 3068 (XXVIII)          | アパルトヘイトの犯罪の抑圧及び処罰に関する国際条約の採択                                                           |
| 特別6      | 1974年5月1日      | 3201 (S-VI)            | 新国際経済秩序 |
| 29         | 1974年12月14日    | 3314 (XXIX)            | 侵略の定義に関する決議                                                                                             |
| 31         | 1977年12月10日    | 31/72                  | 環境改変技術敵対的使用禁止条約の採択                                                                               |
| 44         | 1989年12月4日     | 44/34                  | 傭兵の募集、使用、資金供与及び訓練を禁止する条約の採択                                                             |
| 50         | 1996年9月10日     | 50/245                 | 包括的核実験禁止条約 (CTBT) の採択                                                                                 |
| 55         | 2000年9月8日      | 55/2                   | 国連ミレニアム宣言                                                                                                 |
| 55         | 同年12月1日       | 55/56                  | 紛争ダイヤモンドに関するキンバリープロセス認証制度の推進                                                           |
| 57         | 2002年12月20日    | 57/254                 | 持続可能な開発のための教育の10年                                                                                   |
| 60         | 2005年9月16日     | 60/1                   | 2005年世界サミット成果文書                                                                                         |
| 61         | 2007年1月26日     | 61/255                 | ホロコースト否認に対する非難決議                                                                                   |
| 61         | 同年9月13日       | 61/295                 | 先住民族の権利に関する国際連合宣言                                                                                 |
| 62         | 2007年12月18日    | 62/149                 | 国際連合総会死刑モラトリアム決議                                                                                   |
| 66         | 2011年12月22日    | 66/222                 | 国際農家年、2014                                                                                                   |
| 68         | 2014年3月27日     | 68/262                 | ウクライナの領土保全                                                                                               |
| 70         | 2015年9月25日     | 70/1                   | 我々の世界を変革する：持続可能な開発のための2030アジェンダ                                                         |
| 72         | 2017年12月20日    | 72/239                 | 家族農業の国際連合の10年（2019－2028年）                                                                           |
| 緊急特別10 | 2017年12月21日    | ES-10/L.22             | エルサレムの地位                                                                                                   |